# Северна Македония
Вижте пояснителната страница за други значения на Северна Македония.
Вижте пояснителната страница за други значения на Македония.
Северна Македония (на македонска литературна норма: Северна Македонија; на албански: Maqedonia e Veriut), официално Република Северна Македония (на македонска литературна норма: Република Северна Македонија; на албански: Republika e Maqedonisë së Veriut), е независима държава в централната част на Балканския полуостров в Югоизточна Европа. Обявява своята независимост от Югославия през 1991 г., а през 1993 г. е приета за членка на ООН. До 12 февруари 2019 г. конституционното име на страната е Република Македония, но заради спора за нейното име с Гърция в международните организации името се употребява с временна представка – Бивша югославска република Македония (съкратено БЮР Македония и БЮРМ). Северна Македония е член на Съвета на Европа и НАТО, а от 2005 г. е кандидат за присъединяване към Европейския съюз.
Северна Македония е държава без морска граница и съставлява северната част на историческата област Македония, части от която се намират в България и Гърция. На изток граничи с България, на юг – с Гърция, на север – със Сърбия и Косово, а на запад – с Албания. Площта ѝ е 25 713 km², от които 25 229 km² суша и 474 km² водна площ. Столица на държавата е град Скопие, с население от 506 926 души според преброяването от 2002 година. Други големи градове са Битоля, Куманово, Прилеп, Тетово, Охрид, Велес, Щип, Кочани, Гостивар, Кавадарци и Струмица. В Северна Македония има над 50 езера и 16 планини, високи над 2000 m.

## Етимология
Името на държавата произлиза от древногръцкото название на царството на античните македони Μακεδονία (Makedonía). Името на античните македони – Μακεδόνες (Makedónes), произлиза от древногръцкото прилагателно μακεδνός (makednós) – висок, изтънен, имащо общ корен със съществителното μάκρος (mákros), означаващо дължина на гръцки. Смята се, че името се е тълкувало като „планинците“ или „високите“, и се е отнасяло до физическата характеристика на античните македони и тяхната планинска земя.

## География
Северна Македония заема около 37% от територията на географската област Македония и около 44% от населението ѝ. Тя е страна без излаз на море, но има много водни басейни на територията си. Около 25% от общата площ е обработваема и подходяща за земеделие. Най-високият връх е Голем Кораб в Кораб планина, висок 2764 m.
Географските координати на Северна Македония се простират между 40°51' и 42°22' северна ширина и 20°27' и 23°5' източна дължина. Най-южната точка на държавата е местността Маркова нога на източния бряг на Преспанското езеро, а най-северната се намира в местността Анище, северно от село Луке, в община Крива паланка. Най-западната точка е местността Кестеняр, югозападно от Дебър, а най-източната е Ченгене кале, източно от Берово.
Северна Македония има три национални парка – Пелистер в Баба планина, планината Галичица и парка Маврово. Има и два природни резервата – Езерани и Ясен.

### Води
Главна река е Вардар с притоци Пчиня, Брегалница, Черна и други. Големи езера са Охридското, Преспанското и Дойранското.

### Геология
Опасни природни явления са земетресенията. Едно от последните силни земетресения е в района на Валандово, със степен 5,4 по скалата на Рихтер.

### Климат
Република Северна Македония се намира в преходна зона между умереноконтинентален и средиземноморски климат със средна температура за януари от 1 до 5 °C, за юли от 22 до 25 °C. Валежите са между 400 и 600 mm годишно. От растителността смесените гори заемат около 20% от територията. Страната има предимно планински характер.

## История

### Антична история на региона
През античността по-голямата част от днешна Северна Македония попада в границите на Пеония, територия населена от тракийската племенна група на пеоните, докато северозападната част е населявана от племето дардани, а югозападната от племената енхелейци, пелагони и линкести, първите две от които илирийски, а вторите – молоски.
През 356 г. пр. Хр. Филип II Македонски присъединява Горна Македония в кралството си, включвайки Линкестида, Пелагония и южната част на Пеония (Девриоп). Неговият син Александър III Македонски превзема и присъединява голяма част от региона към империята си. Филип V Македонски (ок. 221 – 179 г. пр. Хр.) побеждава последния независим цар на Пеония – Дропион, като ок. 218/215 г. почти и напълно я подчинява, но областта около Скопие, никога не попада под контрола на македоните. През 168 г. пр. Хр. регионът е включен в границите на Римската империя, а през 146 г. пр. Хр. е създадена провинция Македония. Въпреки това, Дардания продължава съпротивата, като областта (вкл. Скопско) попада под римска власт чак през 28 г. пр. Хр. При управлението на Диоклециан провинция Македония е разделена на две части – Macedonia Prima и Macedonia Salutaris, като голямата част от днешната територия на Северна Македония попада във втората, чиято столица е град Стоби. Най-северните части на областта, включително град Скупи (дн. Скопие), е присъединена към провинция Мизия. В южните части на областта се употребява предимно гръцки език, докато в северните части преобладава латинския.

### Средновековие и османско владичество
След 580 г. византийските хронисти свидетелстват за славянски нашествия в областта Македония, подпомогнати от авари и прабългари.
Около 680 г. в Керамисийските поля, областта на днешния град Битоля, се заселва групата от прабългари, славяни и византийци водени от хан Кубер, напуснали Аварския хаганат. Тук те се установяват като независими създават своя Куберова България и, както е отбелязано в надписите на Мадарския конник, държат връзка с Аспарухова България и участват във външнополитическите ѝ преговори.
През 808 г. хан Крум настъпва към Сяр. При управлението на хан Пресиян (836 – 852) от 837 г. по-голямата част от областта влиза в границите на Първата българска държава до Синьо море. През управлението на княз Борис-Михаил (852 – 889) България приема християнството, а Охридската книжовна школа става най-важен културен и просветен център наред със столицата в Царство България. При цар Симеон Велики книжовният разцвет продължава, a областта става вътрешна: българските граници обхващат не само съседните Сърбия и Епир, но и Тесалия, както и останалата дотогава извън границите част от днешна Албания. След завладяването на Преслав от византийския император Йоан Цимисхий през 971 г. столицата на България се мести последователно в Скопие, Преспа, Охрид и Битоля, тук е седалището на българския патриарх и днешните Албания и Северна Македония са центърът на българската държава, която в тези години се простира от Добруджа през Банат, Белград и София до Драч и Лариса. През 1018 г. след съкрушаване на съпротивата на Пресиян II в Томор, на войводата Ивац в планината Връхот (дн. в Албания), на Видин и на Сермон в Срем България пада под византийска власт при император Василий II Българоубиец след 47 години борба. Византийската власт инкорпорира региона във военно-административната област (тема) България, а Българската патриаршия е преобразувана в Охридска архиепископия. Но завоевателят тук не е в свои земи, само след двадесет и три години през 1040 г. българите от Срем и Видин през София до Янина и Ламия въстават и провъзгласяват за свой цар Петър Делян. Византийската власт е наложена отново с цената на продължителни военни усилия, но само след тридесет и една години през 1072 г. потомъкът на българските кавхани Георги Войтех оглавява вдигналите се отново българи и освобождава земите от Костур до Ниш. Византийското господство е възстановено единствено благодарение на огромния военен потенциал на империята.
Само десет години след възвръщане на независимостта на България цар Иван Асен I настъпва през 1195 г. към Скопие и възстановява в областта суверенитета на Българското царство. При братята му царете Петър IV и Калоян българските държавни граници обхващат териториите от Прищина до Сервия. След смъртта на цар Калоян, в Македония управляват неговите братовчеди деспот Алексий Слав и севастократор Стрез. При цар Иван Асен II областта е сред подчинените пряко на царя области, посочени в Дубровнишката грамота, и страната отново има широк излаз на Синьо море. Към средата на XIII в. български боляри на Скопие са Тих и синът му Константин Тих, който през 1257 г. е избран от болярския съвет в Търново за цар на България. След като Ивайло сваля цар Константин Тих, властта в региона преминава през много ръце – малко преди началото на XIV век византийското господство за кратко е възстановено, към 1336 г. областта е завладяна от сърбите и става част от съществувалото номинално до 1371 г. Душаново царство, за чиято столица е обявен град Скопие. Към 1356 г., само десет години след смъртта на цар Стефан Душан, империята се разпада и до османското нашествие на Балканския полуостров в този регион доминира Прилепското кралство. След смъртта на Крали Марко през 1395 г. владенията му са преобразувани първо в Битолски санджак, по-късно преименуван на Охридски санджак, и са присъединени към Османската империя. Части от днешна Северна Македония попадат в Скопския санджак, създаден още през 1392 г. с падането на града, в Дебърския санджак и Кюстендилския санджак.
Съпротивата срещу турското господство обаче не престава стотици години и то съвсем не е устойчиво. Още през 1412 г. заедно с Видин, Провадия и Мадара на въстание се вдига народът във Велес и Овче поле. Хайдутите се ширят в извънградските територии, султаните лично издават стотици заповеди за въоръжени действия срещу тях, но желаният резултат не е постигнат. През 1564 г. се вдига въстание в Прилепско, наречено Мариовска буна. През 1574 и 1596 г. стават бунтове в Охридско. През 1586 г. на скопския санджакбей се нарежда да построи крепост в Качанишкия проход (в дн. Косово) срещу действията на голяма хайдушка чета от 500 души. Нещата стигат дотам, че в 1595 г. в султански ферман се признава, че властта над Скопската област е преминала реално в ръцете на местни хайдути, а две хиляди хайдути, водени от Чавдар войвода, същата година превземат София, по това време главен град на Румелия и седалище на румелийския бейлербей. През 1618 г. хайдушки акции заливат областта на Крива паланка, през 1637 г. отряд от двеста хайдути действа в Западна Македония. През 1661 г. Байо войвода напада Битолския безистен и е толкова силен, че османските чиновници искат позволение от него да събират султанските данъци. През 1686 г. срещу султанската власт действат четири-пет хайдушки дружини от двеста души в земите около Костур, Воден и Хрупиш. През 1689 г. Петър, водачът на известното Карпошово въстание, влиза във връзка с австрийския император Леополд I, който сред падането на Видинското царство е титуляр на българската корона и е признат от сюзерена за български „крал на Куманово“ и негов васал, а съратникът му Страхил войвода e c ранг на генерал. През 1713 г. са документирани масови действия на хайдушки дружини в районите на Тетово, Скопие, Щип, Тиквеш, Битоля, Прилеп, Лерин и Охрид. През 1762 г., когато Паисий написва „История славянобългарска“, стават силни сражения на хайдушката дружина на капитан Пройо срещу османска войска във Воденско. През 1767 г. Охридската архиепископия е закрита, а нейният диоцез е присъединен към този на Цариградската патриаршия.

### Национално възраждане
В средата на XIX век територията на цялата област Македония е поделена на три вилаета – Битолски, Косовски и Солунски. Българите от Македония активно участват в националната просвета, в църковната и националноосвободителната борба, в легиите на Раковски, в бунтовете на хъшовете в Браила, в революционните чети. През 1859 г. жителите на Кукуш официално се отделят от Цариградската гръцка патриаршия. През 1869 г. Йосиф Ковачев открива първото педагогическо училище в Щип. На 28 февруари 1870 г. излиза султанският ферман за Българската Екзархия – опора на българите в Македония. През 1876 г. заедно с Априлското въстание е вдигнато известното Разловско въстание. През 1877 г. македонски българи се бият на Шипка в българското опълчение. На 20 май 1878 г. от двадесет и една църковно-училищни български общини в Македония е отправена молба до великите сили за освобождение и обединение с общото отечество България. След Берлинския конгрес избухва Кресненско-Разложкото въстание. На 1 юни 1880 г. българите от Воден и Гумендже пращат прошение до европейската комисия за Източна Румелия, а на 3 юни същата година македонските българи пращат прошение до лорд Фицморис за присъединяване към Солунския вилает и образуване на област от българските санджаци в Македония. Същата година е основана Солунската българска мъжка гимназия „Св. св. Кирил и Методий“, а през 1882 г. е открита и девическа гимназия. През 1885 г. Гьорче Петров основава комитет в гр. Щип с цел присъединяване на Македония към Княжество България. На 23 октомври 1893 г. в Солун се създава ВМРО. През 1895 г. става т. нар. Четническа акция на Македонския комитет. През XX век освободителната борба на българите от Македония продължава с Горноджумайското въстание, солунските атентати, Илинденско-Преображенското въстание. Българите участват масово в Македоно-одринското опълчение и Единадесетата пехотна македонска дивизия.
Проникването на идеите на Просвещението от Западна Европа бележи нов етап в развитието на Македония, особено в постепенната еманципация на многобройното българско население. През XIX век братята Миладинови, Райко Жинзифов, Йоаким Кърчовски, Кирил Пейчинович, Йордан Хаджиконстантинов (Джинот) и други възрожденци дават начало на новобългарското просветно движение, което съвпада с началото на борбата за българска църковна независимост. Главното постижение е създаването на български църковни общини във всички градски центрове със значително българско население в областта Македония, което спомага за присъединяването на много епархии към създадената през 1870 г. Българска екзархия. В границите на днешна Северна Македония такива общини е имало в градовете Скопие, Битоля, Велес, Дебър, Крива паланка, Прилеп, Струмица, Щип и други, а български епархии, управлявани от владици, са Охридската, Битолската, Скопската, Дебърската, Велешката и Струмишката. Българската екзархия поддържа и образователната система в областта, като сред по-значимите учебни заведения са българската класическа гимназия в Битоля, българското педагогическо училище в Скопие‎‎ и българското педагогическо богословско училище в Щип‎.

### В Кралство Сърбия и Югославия
Според сключения преди Балканските войни Българо-сръбски договор от 1912 г. Македония се разделя на безспорна и спорна зона. Първата е трябвало да бъде присъединена към България, а за втората се е предвиждал арбитраж от руския цар. Този план е бил предвиден, в случай че не се постигне автономия на Македония. По време на Балканската война сръбските войски окупират цялата спорна и голяма част от безспорната зона, гръцките войски заемат южна Македония, а България заема източна Македония. Съюзниците не постигат споразумение за разделянето на Македония, а след края на Междусъюзническата война се стига до фактическото разделяне на Македония на три части – Вардарска Македония за Кралство Сърбия, Пиринска Македония за Царство България и Егейска Македония за Кралство Гърция.
След подялбата на Македония в частите под сръбски и гръцки контрол се провежда кампания за дебългаризация. Сръбските власти затварят 641 български училища и 761 църкви, а екзархийските духовници и учители са прогонени. Официалната сръбска власт определя славянското население в Македония за „южни сърби“. Сръбското правителство нарича Вардарска Македония „Южна Сърбия“, а езикът на местното славянско население смята за диалект на сърбохърватския. В обществения живот се позволява употребата единствено на сърбохърватски език. Употребата на български, включително местните диалекти, е забранена. Забранява се също публикуването на вестници, списания и книги на български. Срещу сръбската власт избухват: Тиквешкото въстание на 15 – 25 юни 1913 г. и Охридско-Дебърското въстание на 7 септември 1913 г.

#### По време на Първата световна война
България се включва в Първата световна война на страната на Централните сили през есента на 1915 г. и анексира голяма част от областта. След излизането на България от войната на 29 септември 1918 г. Вардарска Македония попада отново под сръбско власт. Според Ньойския мирен договор, подписан на 27 ноември 1919 г., България отстъпва и Струмица в полза на Кралство Югославия. С възстановяването на сръбската власт се завръщат и антибългарските мерки от първата окупация (1913 – 1915 г.): всички български учители и духовници са прогонени, българските книги и знаци са премахнати и всички български организации са разпуснати.

#### След Първата световна война
Сръбското правителство провежда политика на сърбизация в региона, която включва системни репресии срещу българските дейци, промяна на фамилните имена, вътрешна колонизация, принудителен труд и интензивна пропаганда. За да подпомогне осъществяването на тази политика, югославското правителство разполага петдесетхилядна армия и жандармерия във Вардарска Македония. До 1940 г. по правителствения план за вътрешна колонизация в областта са основани около 280 сръбски колонии, съставени от 4200 семейства (първоначалните планове са били за 50 000 семейства).
През 1927 г. в Скопие е организиран процес срещу членове на Македонската младежка тайна революционна организация. В отговор на репресиите срещу българите във Вардарска Македония малко след това Мара Бунева разстрелва Велимир Прелич в центъра на Скопие. В периода 1920 – 1934 г. в областта активно действат четите на Вътрешната македонска революционна организация, които водят чести сражения със сръбската полиция и жандармерия, с паравоенната организация Сдружение против българските бандити и извършват атентати срещу политически и военни лица като Жика Лазич, Велимир Прелич и други. В най-общи линии местното население се застъпва за създаването на независима Македония или за включването на цялата област Македония в Балканска федеративна република.
В границите на Кралството на сърби, хървати и словенци Вардарска Македония е поделена на Скопска, Битолска и Щипска област, а малка част е включена към област Враня. От четирите области през 1929 г. е формирана Вардарската бановина в Кралство Югославия.

### По време на Втората световна война
Между 6 и 17 април 1941 г. нацистка Германия и фашистка Италия нападат и окупират Кралство Югославия. Видни представители на българското население, бивши дейци на ВМРО, а също и комунисти образуват Български акционни комитети във Вардарска Македония, които подготвят анексията на голяма част от областта от Царство България. В италианската окупационна зона са включени градовете Тетово, Гостивар, Струга, Дебър и Кичево.
На 19 април 1941 г. българските войски навлизат във Вардарска Македония, като още преди това, на 13 април 1941 г., сръбската власт в Скопие е смъкната от местните българи и е избран кмет на града. Във Вардарска Македония липсват условия за разгръщане на масова комунистическа съпротива. Покрайненският комитет на Югославската комунистическа партия за Македония (ПКМ) начело с Методи Шатаров (Шарло) отхвърля директивата да започне въоръжена съпротива и отказва да приеме българската войска за окупаторска. Методи Шатаров установява връзка с ръководството на БРП в София. Организират се куриерски служби, сериозни са и връзката със задграничното представителство на партията. По инициатива на Методи Шатаров Покраинският комитет на ЮКП става ПК на Българската работническа партия (комунисти) във Вардарска Македония. Ситуацията се променя след смяната на пробългарското ръководство на партията под натиска на Югославската комунистическа партия в Коминтерна. В периода 1941 – 1944 г. от комунистическата съпротива във Вардарска Македония загиват 445 души в борба с български полицейски и военни органи, което свидетелства за малочислеността на организацията в българските територии. През 1943 г. българските власти под силен германски натиск извършват депортацията на близо седем хиляди евреи от областта. След преврата на 9 септември 1944 г. България се включва във войната срещу Германия и има основна роля за изтласкването на немските части от Вардарска Македония.
Българското управление завършва на 28 октомври 1944 г. с подписването на Московското примирие. Още на 11 октомври е подписано предварително споразумение, даващо петнайсетдневен срок за прибиране на българската администрация и войска в границите от 1939 г. (изключвайки Южна Добруджа), което страната изпълнява. С подписването на Парижкия мирен договор, влязъл в сила на 15 септември 1947 г., статуквото е закрепено и формално.

### Федеративна Македония
Още през август 1944 г. е свикано Антифашистко събрание за народно освобождение на Македония (АСНОМ), самопровъзгласило се за легален ръководен орган на новосъздадената Народна република Македония до края на Втората световна война. Новата република се включва на федеративен принцип в Югославия под ръководството на Йосип Броз Тито. Несъгласните с водената политика са подложени на силен политически терор. До началото на 1960 г. са физически унищожени или въдворени в концлагери десетки хиляди души, сред които и много с изявено българско самосъзнание, включително комунистически активисти като Панко Брашнаров, Методи Андонов – Ченто, Павел Шатев, Венко Марковски и други.
На 2 август 1944 г. в манастира „Прохор Пшински“ се учредява Антифашисткото събрание на народното освобождение на Македония (АСНОМ). То провъзгласява Вардарска Македония за съставна федерална единица на Югославия и взима решение за създаване на „македонски книжовен език“. От 27 ноември до 3 декември 1944 г. в Скопие заседава конференция на филоложката комисия за създаване на „македонска азбука“ и „македонски литературен език“.
В кратки срокове са създадени езикови комисии на АСНОМ, които изработват и стандартизират т.нар. македонски литературен език посредством въвеждането на македонска азбука и македонски правопис. Дадено е начало на македонска историография, която с помощта на исторически фалшификации започва създаването на македонска нация.
На 6 – 7 януари 1945 г. избухва бунт в Скопие и Щип в т.нар. Народноосвободителна войска на Македония. Потушаването и последвалите репресии остават известни като Кървавата Коледа. В периода от края на Втората световна война до 1949 г. Социалистическа република Македония пряко участва и има важна роля в два процеса – насилствената македонизация на Пиринска Македония, извършвана под натиска на СССР и със сътрудничеството на българските власти, и Гръцката гражданска война (1946 – 1949 г.) чрез Народоосвободителния фронт, който под шапката на Демократичната армия на Гърция се бори за отцепването на Егейска Македония от Гърция.
Проведена е колективизация на селското стопанство и индустриализация на икономиката. Преминава се в режим на планово стопанство. В рамките на СФРЮ Социалистическа република Македония е на четвърто място по площ и население. В периода 1944 – 1991 г. се изграждат държавните и академичните институции, голяма част от инфраструктурата.

### Независимост (1991 г.)
На 8 септември 1991 г. тогавашната Република Македония тръгва към своята независимост от Югославия. Проведен е референдум и започва процес на мирно отделяне от федерацията. На 17 ноември 1991 г. Събранието на Република Македония обявява независимостта на страната въз основа на резултатите от референдума. България първа в света признава новата държава на 15 януари 1992 г. под конституционното ѝ име и успява да убеди и Русия да стори същото. Роберт Бадинтер, председател на Мирната конференция за Югославия, призовава същия месец държавите от Европейския съюз да признаят независимата република. През 1993 г. страната е приета за член на ООН.
Тогавашната Република Македония е силно дестабилизирана от войната в Косово през 1999 г. и последвалата бежанска вълна от над 250 000 етнически албанци, която е принудена да приеме. След това албански националисти се активизират от двете страни на границата, като през 2001 г. се стига до военния конфликт в страната между албанската Армия за национално освобождение (АНО) и силите за сигурност на Република Македония, при който България дарява безвъзмездно на Република Македония 94 танка Т-55 и 108 гаубици. Същата година е подписано Охридското споразумение, с което се дават значителни граждански и политически права на македонските албанци, а скоро след това албанските бунтовници са разоръжени с помощта на НАТО.
Северна Македония се стреми да се присъедини към Европейския съюз, но основна пречка за това са влошените отношения с България, въпреки че между двете страни са подписани няколко декларации и меморандуми за добросъседски отношения, а през 1999 година е подписано споразумение по езиковия спор между България и Република Македония. Конфликтни остават въпросите за фалшифицирането на българското културно-историческо наследство, както и за нарушаването на правата на северномакедонските граждани самоопределящи се като българи.

### Път към ЕС и НАТО
Договорът от Преспа, който заменя Временното споразумение от 1995 г. е подписан на 17 юни 2018 г. от двамата външни министри Никола Димитров и Никос Коциас и в присъствието на съответните премиери Зоран Заев и Алексис Ципрас. Споразумението от Преспа е предшествано от подписването на споразумение за приятелство с България през август 2017 г. целящо да сложи край на „антибългарската идеология“ в Република Македония и да разреши историческите въпроси между двата окръга.
Оттеглянето на гръцкото вето, заедно с подписването на споразумението за приятелство с България, води до това, че Европейският съюз на 27 юни одобрява началото на преговорите за присъединяване, при условие че Преспанското споразумение е изпълнено и името на страната е променено на Република Северна Македония. На 5 юли Преспанското споразумение бива ратифицирано от македонския парламент, като 69 депутати гласуват за него. На 12 юли, НАТО кани Република Македония да започне преговори за присъединяване в опит да стане 30-ия член на Евроатлантическия алианс. На 30 юли парламентът на Република Македония одобрява плановете за провеждане на необвързващ референдум за промяна на името на държавата, който се провежда на 30 септември. 91 процента от гласоподавателите гласуват „ЗА“ с избирателна активност от 37%, но референдумът не е задължителен, поради конституционно изискване за 50% избирателна активност.
На 6 февруари 2019 г. постоянните представители на страните членки на НАТО и македонският външен министър Никола Димитров подписват в Брюксел протокол за присъединяване на бъдещата Северна Македония към НАТО. След това протоколът бива ратифициран на 8 февруари от гръцкия парламент, като по този начин биват изпълнени всички предпоставки за влизане в сила на Преспанското споразумение. Впоследствие на 12 февруари македонското правителство обявява официалното активиране на конституционните изменения, които на практика преименуват страната на Северна Македония и съответно информират ООН.
През март 2020 г., след като процесът на ратификация от всички членове на НАТО приключва, Северна Македония се присъединява към НАТО, ставайки 30-aта държава членка. Същия месец лидерите на Европейския съюз официално дават одобрение на Северна Македония да започне преговори за присъединяване към ЕС.
На 17 ноември 2020 г. Република България отказва да одобри рамката за преговори на Европейския съюз за Северна Македония, като ефективно блокира официалното начало на преговорите за присъединяване на тази страна.
Обяснението от българска страна е липсата на прилагане на Договора за приятелство от 2017 г.; наличие на системна реч на омразата спрямо България, която се подкрепя от държавата; неспиращи претенции за наличие на македонско малцинство в България и продължаващ процес на моделиране на македонската нация, основан на пълното отричане в исторически план накаквато ѝ да е българската идентичност, култура и историческо наследство в региона Македония. Ветото е осъдено от някои интелектуалци и от двете държави, а също така получава критики и от международната общност.

### Административно деление
Северна Македония е разделена административно на 80 общини. Столицата Скопие има статут на сборен административен център – община Скопие включва десет градски общини.

## Население

### Вероизповедания
65% изповядват християнството, 33% – исляма, а 2% – друга вяра или не са се определили.
| Вероизповедания в Северна Македония | Вероизповедания в Северна Македония | Вероизповедания в Северна Македония | Вероизповедания в Северна Македония | Вероизповедания в Северна Македония |
| ----------------------------------- | ----------------------------------- | ----------------------------------- | ----------------------------------- | ----------------------------------- |
| религии                             |                                     |                                     | процент                             |                                     |
| Християнство                        | Християнство                        |                                     | 65%                                 | 65%                                 |
| Ислям                               | Ислям                               |                                     | 33%                                 | 33%                                 |
| Друга вяра или неопределени         | Друга вяра или неопределени         |                                     | 2%                                  | 2%                                  |

### Етноси
| Етноси в Северна Македония  | Етноси в Северна Македония  | Етноси в Северна Македония | Етноси в Северна Македония | Етноси в Северна Македония |
| --------------------------- | --------------------------- | -------------------------- | -------------------------- | -------------------------- |
| етноси                      |                             |                            | процент                    |                            |
| Македонци                   | Македонци                   |                            | 58,4%                      | 58,4%                      |
| Албанци                     | Албанци                     |                            | 24,3%                      | 24,3%                      |
| Турци                       | Турци                       |                            | 3,9%                       | 3,9%                       |
| Цигани                      | Цигани                      |                            | 2,5%                       | 2,5%                       |
| Други етноси и неопределени | Други етноси и неопределени |                            | 10,9%                      | 10,9%                      |

По данни от преброяването в страната от 2021 г. населението на Северна Македония наброява 1 836 713 души. Според преброяването от 2021 г. по-голямата част от населението (59,3%) изповядва християнството (46.1% са православни); 32.2% са мюсюлмани. Жителите на републиката са се самоопределили етнически като:
- Македонци – 1 072 640 (58,4%).
  - Българи – 1417 души, но над 80 000 македонци са получили българско гражданство на базата на деклариран български етнически произход до 2017 г.[70] Десетки хиляди други граждани на Северна Македония са подали молби за българско гражданство, които все още не са удовлетворени. Други, които нямат двойно гражданство, открито афишират българския си произход, като например писателите Младен Сърбиновски и Миле Неделковски. Като цяло в България е широко застъпено схващането, че гражданите, които се самоопределят като македонци, са етнополитически дезориентирани българи.[71] Северна Македония досега не е признала официално наличието на българите в нейната Конституция.
- Албанци – 446 321 (25,2%)
- Турци – 77 959 (3,9%)
- Цигани – 53 879 (2,7%) и 4% други[69]

### Език
66,5% от населението заявява, че говори на македонски език, който според български и някои западни лингвисти е писмена регионална норма на българския език. Други 25,1% от населението говорят на албански, 3,5% – на турски, 1,9% – на цигански, а 1,2% заявяват, че говорят на сръбски.
| Езици в Северна Македония   | Езици в Северна Македония   | Езици в Северна Македония | Езици в Северна Македония | Езици в Северна Македония |
| --------------------------- | --------------------------- | ------------------------- | ------------------------- | ------------------------- |
| езици                       |                             |                           | процент                   |                           |
| Македонски литературен език | Македонски литературен език |                           | 65.5%                     | 65.5%                     |
| Албански език               | Албански език               |                           | 25,1%                     | 25,1%                     |
| Турски език                 | Турски език                 |                           | 3,5%                      | 3,5%                      |
| Цигански език               | Цигански език               |                           | 1,9%                      | 1,9%                      |
| Други и неопределени        | Други и неопределени        |                           | 4,0%                      | 4,0%                      |

Т.нар. македонски език или македонска езикова норма е южнославянски език или една от книжовните норми на българския език. Това е официалният език на Република Северна Македония, като този статут не е официално признат от правителствата на Република България и до Преспанското споразумение в 2019 година от Гръцката република, където е наричан „скопски език“ (Σκοπιανή γλώσσα), „български диалект“ (Βουλγαρική διάλεκτος) или най-често „славомакедонски език“ (Σλαβομακεδονική γλώσσα). Кодифицираният вариант на македонския, така нареченият македонски литературен език, се разглежда от повечето български езиковеди като трета книжовна норма на българския език, успоредна на българския книжовен език и на банатската българска книжовна норма.

## Политика

### Държавно устройство
Северна Македония е парламентарна република начело с президент, избиран за пет години. Висш законодателен орган в страната е Събранието, което се състои от 120 депутати, избирани за четири години. Висш изпълнителен орган в държавата е правителството начело с министър-председател.
В Северна Македония има регистрирани около 40 политически партии, като най-силно представените са ВМРО-ДПМНЕ и Социалдемократическият съюз на Македония. На последните парламентарни избори през 2020 г. Социалдемократическият съюз на Македония печели 35,89% от гласовете. На второ място е ВМРО-ДПМНЕ с 34,57%. Демократичният съюз за интеграция получава 11,48%.
Настоящият президент е Стево Пендаровски (СДСМ). През януари 2024 г. министър-председател на страната става Талат Джафери от партията Демократичен съюз за интеграция, който е и първият министър-председател на страната от албански произход.

### Международен статут
Северна Македония е кандидат-член на Европейския съюз, който замразява за неопределено време приемането на нови членове от 1 януари 2007 г. Заради спора за името на Република Македония с Гърция, на 3 април 2008 г. страната не получава покана за членство, докато този въпрос не бъде уреден. След окончателното решаване на спора за името, на 27 март 2020 г. Република Северна Македония става член на НАТО.
Основополагащите принципи на добросъседските отношения, договорени между България и Северна Македония, са фиксирани в съвместна декларация от 22 февруари 1999 г., потвърдена със съвместния меморандум, подписан на 22 януари 2008 г. в София. На 17 юни 2018 е сключено Преспанското споразумение с Гърция, който урежда редица спорни въпроси между двете страни, сред които основно място заемат въпросите за името на републиката и за признаването на македонския език. Споразумението предвижда преименуване на страната в „Република Северна Македония“, а езикът официално да бъде признат като „македонски език“. В условия на силна политическа съпротива от опозиционните партии, през септември 2018 г. е проведен референдум за членството в ЕС, НАТО и за новото име на републиката. Макар да не успява да събере нужните 50% от гласоподавателите, референдумът по категоричен начин показва настроенията на избирателите и очакванията от бъдещите правителства за посоката на развитие на държавата – 94,18% гласуват „за“. На 11 януари 2019 г. македонският парламент одобрява с мнозинство от 81 пратеници изменението на конституционното име на страната. На 25 януари 2019 г. споразумението е ратифицирано от Гърция и влиза в сила на 12 февруари 2019.

## Икономика
Северна Македония има отворена пазарна икономика. Тя напуска СФРЮ като най-недоразвитата република, допринасяща за едва 5% от общата федерална продукция. До 1996 икономическият растеж е възпрепятстван от гръцко ембарго, политическа нестабилност в съседната Съюзна република Югославия и неадекватната инфраструктура. Между 1996 и 2000 има умерен растеж, но конфликтът през 2001 отново усложнява положението икономиката. Северна Македония е постигнала макроикономическа стабилност, но не съумява да привлече чуждестранни инвестиции. Това е най-вече в резултат на сравнително неблагоприятното географско положение, липсата на значителни природни ресурси и неразрешения спор за името на страната.
Безработицата е на високо ниво – 23,4% към 2017, като в Европа единствено Косово има по-висок процент. Корупцията и недостигът на квалифициран труд също забавят развитието до голяма степен. Правителството предвижда икономическият растеж за 2019 да бъде 3,2%. БВП е близо 29 млрд. евро, като в това число голям дял има и сивата икономика. На глава от населението се падат около 13000 евро. Средната работна заплата е 400 евро. Селското стопанство генерира 11,4% от БВП, промишлеността – 27,2% и сектора на услугите – 61,4%. Основни търговски партньори са Сърбия, Германия, Гърция и България.
Страната разполага с неголеми запаси от полезни изкопаеми – медна, оловно-цинкова, желязна и никелова руда. Работят металургичен комбинат, химически завод, оловно-цинков завод. Има предприятия на леката, хранително-вкусовата, строителната, дървообработване, целулозно-хартиената и фармацевтичната промишлености. Производствената база е остаряла, но е в процес на умерена модернизация. Основните продукти за износ са храна (зеленчуци, плодове, яйца), напитки (вино, мляко), тютюн и стомана.
Основен селскостопански отрасъл е растениевъдството. Отглеждат се пшеница, царевица, ориз, памук, тютюн, лозя, плодове, зеленчуци и др. Животновъдство – овце, едър рогат добитък, свине, птици и други.

### Въоръжени сили
Въоръжените сили на Северна Македония са сформирани през 1992 година, отделяйки се от състава на Югославската национална армия. Тогава северномакедонската армия разполага само с 4 танка Т-34 и много малък брой лични оръжия, недостатъчен за да задоволи нуждите на личния състав.
Числеността на армията е около 12 000 души. Най-големият клон са сухопътните войски. През годините Северна Македония получава военна помощ главно от България. Пример за това са близо 100 танка Т-55, миномети „Тунджа“, МТ-ЛБ, автомати, ПЗРК и боеприпаси. По време на конфликта край Тетово Украйна също помага на Северна Македония с продажба 31 танка Т-72, вертолети Ми-24 и четири щурмовика Су-25 (последните впоследствие продадени на Грузия).
От 27 март 2020 година Северна Македония е член на НАТО.
Страната изпраща малък военен контингент от 77 войници в Ирак през юли 2003. Войските са изтеглени през ноември 2008. По-късно около 170 северномакедонски войници са разположени в Афганистан.

## Култура и общество
Официалният език в страната е така нареченият македонски език, който в България се смята за една от трите книжовни норми на българския език. В страната действа самопровъзгласилата се за автокефална Македонска православна църква, която обаче не е призната от никоя друга православна църква в света. Християнството е доминиращата религия в източната част на страната, а ислямът – в населената предимно с албанци западна част.
Държавните институции на Северна Македония в периода 2008 – 2017 година налагат все повече идеите на античния македонизъм в обществено-политическия живот на страната. Според тях днешното население на страната е пряк наследник на древните македонци. В резултат на това много обекти с национално и местно значение са преименувани с гръцки имена, като например Национална арена „Филип II Македонски“ и скопското летище „Александър Македонски“, които по-късно се преименувани. Историографията на Северна Македония, поддържа „македонския“ произход и на личности от българската история като цар Самуил, Карпош и Гоце Делчев. Някои съвременни учени-македонисти дори подкрепят абсурдни тези за македонски произход на названията на европейски градове – градове като Венеция, Виена и Осло, както и на архитектурния стил барок.

## Галерия
- Паметник в Скопие
- Кораб планина
- Шар планина
- Църквата „Свети Панталеймон“ край Скопие
- Майка Тереза
- Радовиш